# Артингстолл, Кэррисс
Кэррисс Артингстолл (род. 23 ноября 1994 года) — английская боксёрша. Призёр чемпионата мира 2019 года. Серебряный призёр чемпионата Европы 2019 года. Бронзовый призёр летних Олимпийских игр 2020 года.

## Карьера
На Чемпионате Европы по боксу в Испании в 2019 году, в весовой категории до 57 кг, она сумела добраться до финального поединка, в котором уступила итальянской спортсменке Ирме Тесте, и завоевала серебряную медаль турнира.
Предолимпийский чемпионат мира 2019 года, который состоялся в Улан-Удэ в октябре, британская спортсменка завершила полуфинальным поединком, уступив филиппинской спортсменке Нести Петесио по раздельному решению судей. В результате на одиннадцатом чемпионате мира по боксу среди женщин она завоевала бронзовую медаль.
На Олимпийских играх в Токио, которые проходили летом 2021 года, британская спортсменка в весовой категории до 57 кг сумела дойти до полуфинала. По ходу соревнования выбив из борьбы спортсменок из Ботсваны, Бразилии и в четвертьфинале австралийскую боксёршу Скай Николсон. В полуфинале уступила Сэне Ириэ и завоевала бронзовую медаль Игр.